# Vængir Júpiters (futsal)
Vængir Júpiters – islandzki klub futsalowy z siedzibą w mieście Reykjavík, obecnie występuje w najwyższej klasie rozgrywkowej Islandii. Jest sekcją futsalu klubu sportowego Vængir Júpiters.

## Sukcesy
- Mistrzostwo Islandii (1): 2018[1]